# Literatura fantástica
Literatura Fantástica é um gênero literário em que narrativas ficcionais estão centradas em elementos não existentes ou não reconhecidos na realidade, pela ciência dos tempos em que a obra foi escrita.
É aplicável a um objeto como a literatura, pois o universo da literatura, por mais que se tente aproximá-la do real, está limitado ao fantasioso e ao ficcional. Todo texto fantástico tem elementos inverossímeis, imaginários, distantes da realidade dos homens. Há, como defende Jorge Luis Borges, uma causalidade de caráter mágico ligando os acontecimentos ao decorrer de uma narrativa desse tipo.

## Definição
No cinema e na literatura, o gênero fantástico possui às mesmas características.
Mortos vivos, monstros diversos, árvores, pedras e animais falantes e etc. São eventos que não pertencem à nossa realidade.Tzvetan Todorov cita em seu livro “Introdução à Literatura Fantástica”, que dentro da nossa realidade regida por leis, ocorrências que não podem ser explicadas por essas mesmas leis, incidem na incerteza de ser real ou imaginário. Para Todorov um evento fantástico só ocorre quando há a dúvida se esse evento é real, explicado pela lógica, ou sobrenatural (princípios de funcionamentos ainda desconhecidos). “Há um fenômeno estranho que se pode explicar de duas maneiras, por meio de causas de tipo natural e sobrenatural. A possibilidade de se hesitar entre os dois criou o efeito fantástico.” (TODOROV, 1968, p. 31).
Porém, a história não pode parecer alegórica, pois se o leitor ou espectador interpretar o sobrenatural como uma metáfora, o sentido fantástico desvanecerá. Portanto Deve haver uma predisposição do leitor para hesitar quanto a natureza da realidade demonstrada.

## Estudos
A literatura fantástica tornou-se, especialmente nas últimas décadas do século XX, um importante tópico da literatura contemporânea, sendo alvo de diversas análises literárias, nas quais se inclui a do livro O Fantástico (1988), de Selma Calasans Rodrigues, doutora em Letras e professora da Universidade Federal do Rio de Janeiro. Na obra, Selma Rodrigues tenta introduzir o tema de uma maneira didática e sintetizada, devido às poucas páginas do livro (80 p.) e ao caráter da série à qual pertence, que é destinada principalmente ao público universitário que pretende ter uma visão geral sobre o tema.
A autora, logo no capítulo inicial, apóia-se em textos de dois autores consagrados da literatura fantástica, E. T. A. Hoffmann, Laura Esquível e Gabriel García Márquez, para conceituar e explicitar as semelhanças e as diferenças dos textos que, apesar de ambos pertencerem à literatura fantástica, apresentam características peculiares que os enquadram em diferentes concepções do gênero.
No segundo capítulo, Selma busca, ao longo da História, as relações entre literatura e realidade, apoiando-se desta vez em análises do escritor argentino Jorge Luis Borges e de Arvède Barine. Há também a seguinte distinção do gênero fantástico:
- Fantástico lato sensu: refere-se a textos que fogem ao realismo estrito, tomando como referência o Realismo do século XIX. A partir desse ponto de vista, toma-se o Fantástico no seu sentido amplo, sendo assim possível afirmar que esta é a mais antiga forma de narrativã;
- Fantástico stricto sensu: por se elaborar a partir da rejeição do pensamento teológico medieval e toda a metafísica, essa literatura teve suas origens no século XVIII, com o Iluminismo. Segundo o fantástico nasce daquilo que não pode ser explicado através da racionalidade e do pensamento crítico, como o complexo processo de formação dos indivíduos.

Já no terceiro capítulo, a autora passa a conceituar as diversas nomenclaturas utilizadas quando se refere à literatura fantástica, como o realismo mágico, o maravilhoso e o alegórico, que são posteriormente, no capítulo seguinte, utilizadas como apoio para comparar-se o Fantástico produzido na Europa com o Fantástico da “Hispano-América e Brasil”. De acordo com a autora, na literatura fantástica européia, ao contrário da produzida na América Latina, há uma preocupação em preservar o real quando algo sobrenatural ocorre, mesmo que a explicação apareça apenas no desfecho da obra. Visa-se, desta maneira, não se perder a verossimilhança, nem mesmo contestá-la. Já na literatura fantástica da América Latina, não há essa preocupação. Assim o verossímil funde-se com o inverossímil, o com o sonho, como ocorre no caso da obra de Gabriel García Márquez, citada no início do livro cem anos de solidão.

## Subgêneros
Fantasia é um gênero que usa a magia e outras formas sobrenaturais como elemento principal do enredo, da temática e / ou da configuração. Muitos trabalhos dentro do gênero ocorrem em planos de ficção ou planetas onde a magia é comum. A fantasia é geralmente distinguida da ficção científica e horror pela expectativa de que ela fica longe de temas científicos e macabros, respectivamente, embora exista uma grande sobreposição entre os três gêneros (que são subgêneros da ficção especulativa).
Na cultura popular, o gênero da fantasia é dominado pela alta fantasia, especialmente desde o sucesso mundial de "O Senhor dos Anéis", de J.R.R. Tolkien, e de "As Crônicas de Nárnia", de C. S. Lewis. No entanto, a baixa fantasia tem ganhado espaço na literatura juvenil, em obras como Instrumentos Mortais e Vampire Academy.
A fantasia é uma vibrante área de estudo acadêmico em uma série de disciplinas (Inglês, estudos culturais, literatura comparada, estudos de história, medieval, teatral). Os trabalhos nesta área variam amplamente, a partir da teoria estruturalista de Tzvetan Todorov, que enfatiza o fantástico como um espaço liminar para se trabalhar sobre as conexões políticas, históricas e literárias entre o medievalismo e a cultura popular.

## Mostras

### Mostra Curta Fantástico
A Mostra Curta Fantástico é um evento voltado para o cinema fantástico, um gênero atraente para o público, mas pouco explorado pelos cineastas brasileiros. A Mostra exibe curtas-metragens, ficção e animação, cujos temas passam pela fantasia, ficção científica e horror mostrando a diversidade e versatilidade do gênero fantástico. A Mostra que acontece na cidade de São Paulo, tem caráter competitivo.
Já no Brasil o tema fantástico ainda é muito incipiente, por isso a realização da Mostra Curta Fantástico tem por objetivo mapear a produção existente, trazer a público essa produção e incentivar estudantes, escolas, aprendizes e profissionais do cinema brasileiro, fomentando a produção de curtas-metragens sobre o tema. Ao mesmo tempo divulgar os grupos, instituições publicas e privadas que trabalham, pesquisam e estudam o fantástico, o imaginário na linguagem cinematográfica fora do Brasil.

### Mostra Curta Fantástico 2006/2007
Inscritos: 147 curtas-metragens vindos de vários estados brasileiros.
A Mostra Curta Fantástico se tornou, desde 2008, o Festival Internacional de Cinema Fantástico CINEFANTASY. O Cinefantasy traz mostra competitiva de longas e curtas-metragens, mostra paralela onde exibe retrospectivas, homenagens, lançamentos, sessões temáticas e encontros com diretores e figuras do universo fantástico. Além disso, o festival paulista possui disputadas atividades de formação voltadas para a produção do gênero fantástico no Brasil. Além de divulgar a diversidade de gêneros no mercado de cinema brasileiro, o Cinefantasy busca apoiar e formar público para o cinema independente brasileiro e estrangeiro.